# La Croix-aux-Bois
La Croix-aux-Bois é uma comuna francesa na região administrativa de Grande Leste, no departamento Ardenas. Estende-se por uma área de 5,68 km². Em 2010 a comuna tinha 152 habitantes (densidade: 26,8 hab./km²).